# Sarkad
Sarkad é uma cidade da Hungria, situada no condado de Békés. Tem 125,57 km² de área e sua população em 2019 foi estimada em 9.677 habitantes.